# Deryck Whibley
Deryck Jason Whibley (surnommé Bizzy D ou Sven), né à Scarborough, Ontario, Canada, le 21 mars 1980, est le chanteur, guitariste rythmique, leader et compositeur du groupe Sum 41, groupe de punk rock canadien, il est aussi producteur.
Deryck utilise la majorité du temps en tournée une guitare Fender Telecaster 72 Deluxe BK, il a cessé de jouer avec des Gibson en 2003 (il a notamment utilisé une Gibson Marauder visible dans les clips de Fat Lip et In Too Deep, ainsi qu'une Gibson SG présente dans le clip Motivation).

## Vie privée
Deryck Whibley se marie avec la chanteuse franco-canadienne Avril Lavigne le 15 juillet 2006. Le 17 septembre 2009, Avril Lavigne annonce publiquement s'être séparée du chanteur.
Il s'est remarié le 31 août 2015 au mannequin Ariana Cooper. Ils ont ensemble deux enfants : en 2020, un garçon, Lydon Igby Whibley, et en 2023, une fille, Quentin Arlo Whibley.
Deryck n'a pas connu son père, un fait dont il parle dans la chanson Dear Father de l'album Underclass Hero. Ce fait marquant de sa vie est aussi mis en lumière dans le titre Never There de l'album Order in decline. Il avouera plus tard que cette chanson n'était pas destinée à Sum 41, mais ils ont finalement décidé de l'intégrer à l'album.
Dans ses mémoires de 2024, Walking Disaster: My Life Through Heaven and Hell, Deryck Whibley, allègue avoir été contraint à une relation sexuelle secrète avec son ancien manager, Greig Nori, durant les premières années du groupe. Whibley décrit une manipulation de pouvoir et des abus émotionnels qui auraient duré plusieurs années. Nori a nié ces accusations, les qualifiant de fausses. Aucune des allégations n'a été prouvée devant un tribunal.

## Influences musicales
- Metallica (qui a inspiré la chanson The Bitter End de l'album Chuck)
- Oasis (il a d'ailleurs repris une de leurs chansons, Morning Glory).
- Treble Charger
- Elvis Costello
- The Beatles
- Iron Maiden
- Judas Priest
- Queen (reprise de la chanson Killer Queen).
- Patrick Wolf
- The Offspring
- Blink-182
- Choko

## Aussi vu dans
(janvier 2013).
- Dirty Love où il interprète No Reason avec Sum 41.
- Une collaboration avec Iggy Pop sur le titre Little Know It All.
- Une collaboration avec Tenacious D sur le titre Things I Want.
- Un clip de Me First and the Gimme Gimmes (I Believe I Can Fly).
- Il fut le guitariste de Tommy Lee sur l'un de ses albums.
- Une collaboration avec Ludacris sur le titre Get Back.
- Une collaboration avec plusieurs autres artistes canadiens dans la chanson Wavin' Flag en hommage pour Haïti.
- On peut entendre The Hell Song, qu'il interprète avec son groupe Sum 41 dans American Pie : Marions-les !, et on peut également entendre les chansons In Too Deep et Fat Lip dans American Pie 2.